# ضريح شمسيغرام
ضريح شمسيغرام هو ضريح كان موجودًا سابقًا في مقبرة إميسا (حمص الحديثة، سوريا). يُعتقد أن تاريخ بناءه يعود لعام 78 أو 79 م على يد أحد أقارب الأسرة الإميسينية. في عام 1911 قامت السلطات العثمانية بتفجير بقايا الضريح بالديناميت لإفساح المجال لمستودع النفط.
وفقًا لأندرياس كروب، يمكن اعتبار النصب التذكاري "إبداعًا هجينًا" و"تجربة رائعة لمرة واحدة" نتجت عن "الاختيارات الثقافية التي كان على الطبقة الحاكمة في إميسا مواجهتها عند محاولتها التوفيق بين الولاء الروماني وتقليد الشرق الأدنى."

## الموقع

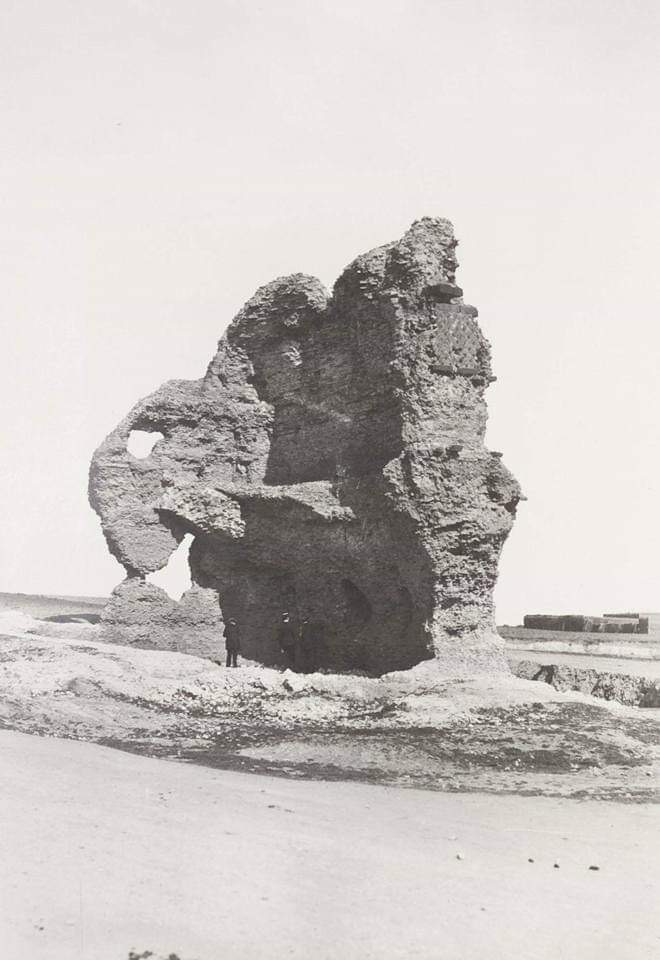
منظر داخلي، 1907

في القرن الثامن عشر، وصف ريتشارد بوكوك النصب التذكاري بأنه يقع غرب مدينة حمص القديمة. وكان الضريح بالقرب من محطة القطار الموجودة الآن. اختفاء الجزء الأكبر من مقبرة إميسا بحلول عام 1952 من أجل بناء الملعب البلدي المعروف اليوم باسم ملعب خالد بن الوليد، بعد أن بدأت الحفريات في أغسطس 1936 وقد كشفت عن إجمالي 22 مقبرة.

## المالك

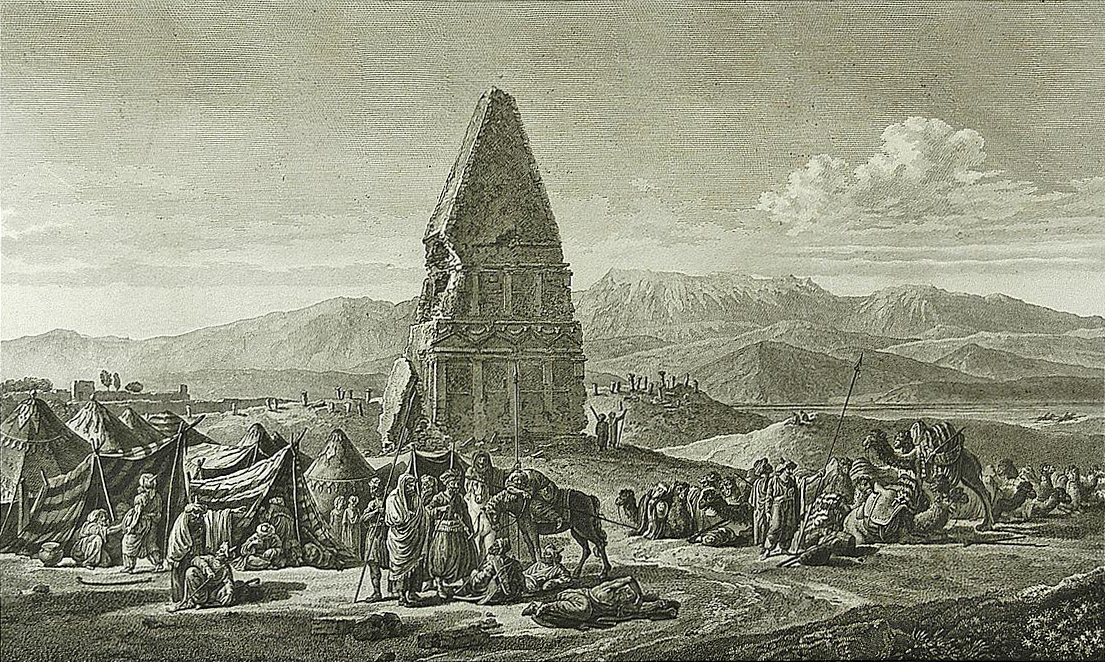
النصب التذكاري لكيوس قيصر رسمها لويس فرانسوا كاساس (رحلة سوريا الخلابة، اللوحة 21)، نُشر عام 1799

في القرن السادس عشر، وصف بيير بيلون نصبًا تذكاريًا منقوشًا بالأحرف اليونانية لمرثية " كايوس قيصر " - والتي ربما جعلته نصبًا تذكاريًا لكايوس يوليوس قيصر فيبسانيانوس. ومع ذلك، يُعتقد أن بيلون أخطأ في قراءة النقش الموجود في هذا النصب التذكاري. عثر بيترو ديلا فالي في النقش على مرحبًا يوليوس، وليس "قيصر"؛ لاحقًا، وجد بوكوك، الذي رسم أول رسم ملخص للضريح، أن "الكلمة الأولى على الجانب الشرقي هي جيوك ". يعتبر إعادة إنتاج لويس فرانسوا كاساس لنقش يحمل اسم "كايوس قيصر" على اللوحة 23 من رحلة بيتوريسك دي لا سوريا، المنشورة عام 1799، بمثابة خيال الفنان. في القرن التاسع عشر، نسخ ويليام هنري وادينجتون نقشًا يونانيًا يُقال إنه يخص النصب التذكاري ونسخة من الأخيرة للدكتور اسكندر أفندي (نسخت فيما بعد بالأحرف Ε وΞ وΩ):
قدم كارلوس تشاد الترجمة التالية للنقش الذي أعاد تشكيله وادينجتون: بقلم وادينجتون: "قام كايوس يوليوس سامبسيجيرام، من قبيلة فابيا، المسمى سيلاس، ابن كايوس يوليوس أليكسيون، ببناء هذا القبر خلال حياته، لنفسه ولشعبه، عام 390[للسلوقيين] "، يرجع تاريخه إلى 78 أو 79 م.
ربما كان باني الضريح على صلة بآل شمسيغرام  من خلال جايوس يوليوس أليكسيون. وفقًا لموريس سارتر، فإن الجنسية الرومانية للمالك، والتي يشهد عليها اسم تريا، تدعم بقوة ارتباطه بالعائلة المالكة. من الأفضل تفسير عدم الإشارة إلى القرابة الملكية إذا كانت السلالة قد حُرمت من مملكتها قبل وقت قصير من بناء الضريح وضم المملكة المذكورة إلى مقاطعة سوريا الرومانية، وهو ما حدث على الأرجح بين عام 72 وبناء الضريح. وكما قال كروب، "ما كان البناء حريصًا حقًا على التأكيد عليه هو أنه كان مواطنًا رومانيًا يحمل الاسم الثلاثي ".

## البناء
"النصب التذكاري" (لوحة 23 مكرر)؛ يبدو أن هناك مقترح لإعادة بناء مختلف من اللوحة 22 للنشر عند الانتهاء، كان ارتفاع النصب حوالي 25 مترًا، وكما قال كروب، "احتفظ بالخصائص الشكلية الأساسية للنفيش التقليدي، أي شاهدة هرمية، وإن كانت على نطاق هائل"، يمكن مقارنتها بتلك الموجودة في قموح الهرمل (في لبنان). وضريح الحمراث في السويداء (مدمر أيضًا).
صممت الجدران الخارجية والسقف بطريقة شبكية، وهو أمر نادر في الشرق، باتباع تقنية بناء رومانية بحتة باستخدام الخرسانة والتي استلزمت بالتأكيد تدخل عمال من أصل إيطالي أو خضعوا لعملية محددة تمرين. كان من غير المعتاد أيضًا عدم تغطية العمل الشبكي بالجص. وفقًا لكروب، ربما يكون شمسيغرام قد أمر بترك الأمر مرئيًا كبيان بأنه على علاقة جيدة مع حكام العالم، أي الشعب الروماني وعلى وجه الخصوص مع الإمبراطور الروماني.